# Armand Panigel
Armand Panigel, né le 15 octobre 1920 à Bursa (Turquie) et mort le 28 décembre 1995 à Avignon,,, est un musicologue et cinématologue français. C'est aussi une figure historique de la radio et de la télévision françaises, dans les domaines de la musique classique et du cinéma.

## Biographie
Après des études au lycée français du Caire (Égypte), il étudie le droit et les mathématiques à l'université de Montpellier.
Il commence sa carrière comme producteur de radio et de films au Caire, de 1939 à 1944[réf. nécessaire].
Il crée, produit et anime de 1946 à 1983, sur France Musique, l'émission La Tribune des critiques de disques, avec notamment Antoine Goléa, Jacques Bourgeois et Jean Roy, ainsi que d'autres émissions.
Il fonde et dirige en outre, de 1947 à 1964, la revue Disques, consacrée à la critique des disques de musique classique. Parallèlement, l’UNESCO le charge de répertorier, en vue de publier des catalogues, tous les enregistrements existant dans le monde de certains grands compositeurs, à commencer par Bach, Beethoven et Chopin. Il est aussi, en 1946, le vice-président fondateur de l’académie Charles-Cros. 
Passionné également par le cinéma, il travaille pour la télévision française en tant que producteur, réalisateur et animateur de nombreux programmes, notamment Au Cinéma ce soir, qui présente un célèbre long-métrage, précédé d'un montage d'actualités contemporaines de sa sortie ou encore L'Histoire du cinéma français par ceux qui l'ont fait, série d'entretiens avec les plus grands réalisateurs français de l'époque. Il produit et présente aussi Cinéma-Variations, Ce jour-là, j’en témoigne : chroniques du temps de l’ombre 1940-44,, (Histoire de la Résistance) et Portraits de cinéastes et de musiciens (1964-1982).
Il crée en 1985 à Saint-Rémy-de-Provence la Fondation Armand Panigel, mettant ainsi en partage soixante ans de ses collections privées : plus de 200 000 disques classiques soit « la plus grande collection privée de vinyles de France », 40 000 films et 160 000 livres sur la musique et le cinéma.
Dans cette même optique de sauvegarde du patrimoine culturel, il mène parallèlement une carrière d'éditeur, en étant notamment directeur de collections chez Régie-Cassette-Vidéo,, où il fonde la Mémoire du cinéma, et directeur fondateur des Rééditions d’enregistrements du domaine public (78 tours) de musique classique, qui célèbrent la Mémoire de la musique.
Au cours de son itinéraire professionnel, Armand Panigel occupe notamment les fonctions de président-directeur général des Éditions et impressions de la Cinématographie française (1962-1964), président de la Commission d’avances sur recettes du cinéma (1975-1976), membre du conseil d’administration de l’Association des auteurs de films, Directeur de collections de CD de musique classique (1993-1995).
Sa carrière est récompensée par sa promotion au titre d'officier de l'ordre des Arts et des Lettres.
Il est l'auteur de plusieurs ouvrages de référence consacrés à la musique et au cinéma. En 1994, fasciné par les nouvelles technologies, il se lance dans la production et la réalisation de CD-ROM, « parce que c'est un travail en trois dimensions, alliant le son, l'image et le texte : c'est le rêve de ma vie », déclarait-il à l'AFP un an avant sa mort. Il repose au cimetière de Saint-Rémy-de-Provence.

## Ouvrages publiés
- Le Guide français du disque (Éd. de la Revue Disques, 1948)
- L'Œuvre de Frédéric Chopin (Éd. de la Revue Disques, Archives de la Musique enregistrée UNESCO, 1949)
- Catalogue général des disques microsillons (Éd. de la Revue Disques, 1958-1964)
- Index de la cinématographie française (Éd. La Cinématographie française, 1964)
- Les Écrits de S. M. Eisenstein : le cinéma, son sens, sa forme (adaptation du russe et de l'américain, Éd. Christian Bourgois, 1975)

## Liens connexes
- Au Cinéma ce soir
- L'Histoire du cinéma français par ceux qui l'ont fait
- Ciné-club (émission de télévision)
- Monsieur Cinéma
- Cinéma de minuit
- Cinéma sans visa